# Burk Uzzle
Burk Uzzle, né le 4 août 1938  à Raleigh (Caroline du Nord), est un photographe et photojournaliste américain, ancien membre de l'agence Magnum, dont il fut président en 1979-1980.

## Biographie
Burk Uzzle commence sa carrière de photographe en 1955 en entrant à 17 ans dans le staff de photographes du News and Observer, un quotidien de sa ville natale. 
En 1957, il rejoint l'agence Black Star (en), une agence photographique basée à New York, pour laquelle ont travaillé des photographes tels que Robert Capa, Andreas Feininger, Germaine Krull, Philippe Halsman, Martin Munkácsi, William Eugene Smith. Il y reste jusqu'en 1962, année où il devient, à 23 ans, le plus jeune photographe à obtenir un contrat du célèbre magazine Life, pour lequel il travaille en exclusivité jusqu'en 1968.
En 1967, Uzzle devient membre de l'agence Magnum. Il y reste jusqu'en 1983, et en est élu président en 1979-1980.
Depuis 1984, il est photographe indépendant. Ses photographies sont présentes dans les collections de nombreux musées et collections privées à travers le monde. Il est représenté par la Laurence Miller Gallery à New York.

## Livres
- Landscapes, Magnum, 1973  (ISBN 0-91412-201-0)
- All american, Aperture, 1984  (ISBN 0-96136-160-3)
- Progress report on civilization, Chrysler Museum, 1992  (ISBN 0-94074-465-1)
- A Family named Spot, Five Ties Publishing, 2006  (ISBN 0-97771-930-8)
- Just add water, Five Ties Publishing, 2007  (ISBN 0-97771-936-7)

## Expositions
- 2008 : « Seventies. Le choc de la photographie américaine », Bibliothèque nationale de France, Paris